# Richard Krajicek
Richard Peter Stanislav Krajicek (født 6. december 1971 i Rotterdam, Holland) er en hollandsk tennisspiller, hvis professionelle karriere strakte sig fra 1989 til 2003. Han vandt igennem sin karriere 17 single- og 3 doubletitler, og hans højeste placering på ATP's verdensrangliste var en 4. plads, som han opnåede i marts 1999.

## Grand Slam
Krajiceks største triumf, og bedste Grand Slam-resultat, var hans Wimbledon-sejr i 1996. I kvartfinalen stod Krajicek overfor den topseede, tredobbelte forsvarende mester, amerikaneren Pete Sampras, som han sensationelt besejrede i 3 sæt. I finalen var modstanderen en anden amerikaner, MaliVai Washington, som Krajicek også besejrede i 3 sæt.